# نيل أندرسون (لاعب كريكت)
نيل أندرسون (27 فبراير 1979 - )  (بالإنجليزية: Neil Anderson)‏ هو لاعب كريكت بريطاني. شارك في دورة ألعاب الكومنولث 1998.